# Kad grana pukne
Kad grana pukne (eng., When The Bough Breaks) je šesnaesta epizoda prve sezone američke znanstveno-fantastične serije Zvjezdane staze: Nova generacija. 

## Radnja
Enterprise slučajno otkriva Aldeu, planet s naprednom tehnologijom koja omogućuje ispunjenje svih želja. Iako je Aldea sakrivena od ostalog svemira sofisticiranim štitom, uskoro postaje jasno da otkriće nije bilo slučajno. Izgubivši mogućnost razmnožavanja, Aldeanci otimaju nekoliko djece s Enterprisea, uključujući Wesleyja Crushera da produže njihovu vrstu.
Kada talački pregovori propadnu, Picard pokušava pronaći način probijanja štita planeta dok dr.Crusher proučava razlog sterilnosti Aldeanaca. U međuvremenu Wesley otkriva razlog sofisticiranosti planeta - računalo zvano Čuvar, čiji je izvor energije nepoznat čak i samim Aldeancima.
Dr.Crusher otkrije da Aldeanci pate od radijacijskog otrovanja što stvara zaštitni štit iznad njih te da je zapravo štit uništio atmosferu planeta. Picard i Crusher obavijeste vođe Aldeana o njihovom otkriću i zahtijevaju povratak djece. Kada Aldeanci pristanu, Picard iskoristi Enterprise da popravi atmosferu planeta.

U međuvremenu dr. Crusher daje umirućoj vrsti lijek koji će ih spasiti.

## Vanjske poveznice
- When the Bough Breaks na startrek.com   Arhivirana inačica izvorne stranice od 25. lipnja 2009. (Wayback Machine)